# 임장원
임장원(1968년 11월 26일 ~ )은 대한민국의 기자이다.

## 학력
- 국민학교 (1976년 3월 만 8세 입학 ~ 1982년 2월 만 14세 졸업)
- 중학교 (1982년 3월 만 14세 입학 ~ 1985년 2월 만 17세 졸업)
- 고등학교 (1985년 3월 만 17세 입학 ~ 1988년 2월 만 20세 졸업)
- 서울대학교 경제학과 학사 (1988년 3월 만 20세 입학 ~ )

## 경력
- 1994년: KBS 20기 공채 기자
- 2009년: 한국언론교육원 겸임교수
- 2010년: KBS 뉴욕특파원
- 2015년 7월: KBS 보도본부 경인방송센터장
- 2018년 4월~2019년 2월: 한국방송공사(KBS) 보도본부 국제주간
- 2019년 3월~2019년 11월: KBS 보도본부 디지털뉴스주간(국장급)
- 2019년 11월~2020년 5월: KBS 보도본부 경제주간(국장급)
- 2020년 5월~2021년 4월: KBS 보도본부 시사제작국장
- 2021년 4월~2022년 4월: KBS 보도본부 통합뉴스룸국장
- 2022년 4월~2023년 3월: KBS 심의실장
- KBS 탐사보도부 기자
- 2024년 2월 29일~: KBS 퇴사

## TV 방송
- KBS 1TV
  - 경제전망대(앵커)
  - KBS 뉴스 9(주말 앵커, 2003년 11월 8일 ~ 2009년 4월 19일)
  - KBS 뉴스 12(앵커, 2009년 4월 20일 ~ 2010년 3월 12일)